# Maïa (voedster van Toetanchamon)
Maïa was de voedster van de oud-Egyptische koning Toetanchamon en leefde tijdens de 18e dynastie. Zij droeg de titels zoogster van de Koning, opvoedster van het lichaam van de God en grote haremvrouwe. De enig bekende informatie over haar komt uit haar graf in Saqqara, waar zij o.a. is afgebeeld met de koning als kind zittend op haar schoot. Het graf is in latere perioden hergebruikt en zwaar beschadigd.
Het rotsgraf van Maïa is gevonden en opgegraven door de Franse expeditie Mission Archéologique Française du Bubasteion onder leiding van de egyptoloog Alain Zivie vanaf 1996. In december 2015 werd het opengesteld voor het publiek. Op basis van zijn interpretatie van de reliëfs in het graf heeft Zivie de theorie naar voren gebracht dat Maïa dezelfde persoon was als Meritaton, de (half-)zuster van Toetanchamon.